# الجدول الزمني للبرامج مفتوحة المصدر
تقدم هذه المقالة تسلسل زمني للأحداث المتعلقة بالبرمجيات الحرة / مفتوحة المصدر الشعبية، ولسرد وشرح شامل للتطورات، راجع المقالة ذات الصلة تاريخ البرمجيات الحرة والمفتوحة المصدر .

## السبعينيات (من 1970 إلى 1979)
| تاريخ | مشروع  | أحداث | إنجازات                                   |
| ----- | ------ | --- | ----------------------------------------- |
| 1976  | إيماكس | كان ايماكس الأصلي عبارة عن مجموعة من وحدات الماكرو المكتوبة لمحرر تيكو في عام 1976 وبواسطة ريتشارد ستالمان، وزميله جاي لويس ستيل الإبن في البداية جنبا إلى جنب، في وقت لاحق عام 1984 تم إصدار ايماكس جنو تحت رخصة جنو العمومية. | أطول المشاريع المستمرة المطورة بواسطة جنو |

## الثمانينيات (من 1980 إلى 1989)
| تاريخ       | مشروع                                | أحداث | إنجازات |
| ----------- | ------------------------------------ | --- | --- |
| 1982        | تكس تخ (برمجية)                      | مكتوبة اصلا بواسطة دونالد كانوث في عام 1978 ، النسخة الجديدة من تكس تم إعادة كتابتها من الصفر، ونشرت في عام 1982. | واحدة من أطول المشاريع المفتوحة المصدر المتطورة بإستمرار                                                           |
| سبتمبر 1983 | مشروع جنو                            | أعلن بواسطة ريتشارد ستالمان في يوزنت كمشروع لإنشاء "يونيكس مجاني" | أصبح المعيار للينكس (1991) جائزة الإنجاز مدى الحياة يوزنكس (2001)                                                  |
| 1984        | نظام نوافذ إكس                       | إكس نشأ في معهد ماساتشوست للتكنولوجيا معهد ماساتشوستس للتكنولوجيا في عام 1984 لإصدار بروتوكول الحالي إكس 11 نظام النافذة إكس، وقد ظهر في سبتمبر 1987، مؤسسة إكس دوت أورج الآن تقود المشروع إكس مع مرجعية وتنفيذ حالي على خوادم إكس دوت أورج (X.org) ومتاح كبرمجيات حرة تحت رخصة إم إي تي والرخص المتساهلة مماثلة. | أشهر نظم النوافذ إستخداما وتنفيذا لسطح المكتب لينكس وجميع أنظمة التشغيل يونكس، بإستثناء نظام التشغيل ماك أو أس إكس |
| 1985        | مؤسسة البرمجيات الحرة FSF            | تأسست بواسطة ريتشارد ستالمان لدعم مشاريع البرمجيات الحرة ولتراخيص البرامج لا سيما رخصة جنو العمومية GPL | بريكس آرس الكترونيكا (2005)                                                                                        |
| 1987        | مترجم شفرة حاسوب جنو (جي سي سي ) GCC | كتب بواسطة ريتشارد ستالمان مع مساهمات من الآخرين كمترجم شفرة الحاسوب سي C لمشروع جنو . والذي عرف في وقت لاحق بإسم مشروع مترجم شفرة حاسوب جنو (جي سي سي ). | |
| 1987        | بيرل                                 | بيرل، لغة برمجة ديناميكية تم إنشاؤها بواسطة لاري وول وصدرة أول مرة في عام 1987 . | |

## التسعينات (من 1990 إلى 1999)
| تاريخ | مشروع      | أحداث | إنجازات |
| ----- | ---------- | --- | --- |
| 1991  | نواة لينكس | قام بتكوينها وتطويرها لينوس تورفالدس، منذ الإصدار الأول لأكواد المصدر الخاص بها في عام 1991 ، وبدأت تنمو من عدد قليل من الملفات تحت رخصة تحظر التوزيع التجاري إلى حوالي 290 ميغابايت من أكواد المصدر في عام 2007 تحت رخصة جنو العامة. | الكثير يستخدمون هذه النواة، بما في ذلك أكبر 500 جهاز كمبيوتر عملاق وأكثر شعبية، ومعظم الأجهزة النقالة الأكثر مبيعا في 2013 تستخدم هذه النواة الشعبية. |

## الألفية الجديدة (من 2000 إلى 2009)
| تاريخ       | مشروع                            | أحداث | إنجازات                                                               |
| ----------- | -------------------------------- | --- | --------------------------------------------------------------------- |
| 2000        | إل إل في إم                      | مجموعة مكتبة أدوات المطور (toolkit) لمترجم الأكواد للغة الألة (Compiler) بدأت في جامعة إلينوي في أوربانا شامبين، وكان في البداية مشروعا بحثيا ومعروف بإسم الجهاز الإفتراضي ذو المستوى المنخفض "Low-Level Virtual Machine". | Adopted by Apple as their primary compilation platform for أو إس 10   |
| 2001        | مؤسسة البرمجيات الحرة في أوروبا  | تأسست لدعم البرمجيات الحرة ومعارضة براءة اختراع البرمجيات في أوروبا | Theodor Heuss Medal (2010)                                            |
| 2002        | بلندر (رسم ثلاثي الأبعاد)        | في مامضى كام من البرمجيات الإحتكارية الإمتلاكية، وتم تحوله إلى مصدر مفتوح في عام 2002 بعد عمل حملة تمويل جماعي |                                                                       |
| 2002        | ميدياويكي                        | لم يكن هناك اسم للمشروع، حتى تم الإعلان عن مؤسسة ويكيميديا في يونيو 2003 ، عندما تم صياغة اسم ميدياويكي بواسطة مساهمين ويكيبيديا .                                                                                         | جزءا لا يتجزأ من تطوير ويكيبيديا                                      |
| فبراير 2003 | مجتمع نيوزيلندا للمصادر المفتوحة | مجتمع نيوزيلندا للمصادر المفتوحة (NZOSS)، وهي منظمة غير هادفة للربح ومجتمع متضامن بدأت برسالة موحية كتبها ديفيد لين (David Lane) للحكومة، جنبا إلى جنب مع 400 توقيع داعم لبدء التقدم البرمجيات مفتوحة في نيوزيلاندا.       |                                                                       |
| أبريل 2003  | فايرفكس                          | ينحدر من مجموعة تطبيقات موزيلا، بدأ المشروع كفرع تجريبي لمشروع موزيلا. بعنوان طائر الفينيق (فونيكس Phoenix)، ثم أعيد تسميته بإسم فايربيرد (Firebird)، وأخيرا موزيلا فايرفوكس، تم ظهور الإصدار 1.0 في 9 نوفمبر 2004.        | ثاني مستعرض ويب كالأكثر شعبية في العالم                               |
| 2005        | جت Git                           | التي أنشأها لينوس تورفالدس مؤسس لينكس | نظام إدارة المراجعة الموزعة (revision control) الأكثر شعبية في العالم |

## عقد 2010 (من 2010 - الآن)
| تاريخ                     | مشروع                           | أحداث | إنجازات                                                           |
| ------------------------- | ------------------------------- | --- | ----------------------------------------------------------------- |
| مارس 2010                 | لينارو                          | منظمة تعمل على البرمجيات الحرة والمفتوحة المصدر مثل نواة لينكس، والمترجم الحاسوبي جنو (جي سي سي)، وإدارة الطاقة، وواجهات الرسومات وغيرها                                                                     |                                                                   |
| 2010                      | ليبر أوفيس                      | ليبر أوفيس هو إصدار حر ومجاني ومفتوح المصدر لمجموعة أوفيس بما في ذلك التطبيقات مثل معالج الكلمات ريتر والجدول الحسابية كالك، والعروض التقديمية إمبرس، وقواعد البيانات بيس، والرسم درو، والصيغ الرياضية ماث . | متاح بأكثر من 100 لغة.                                            |
| 2010                      | أندرويد                         | أصبح أكثر أنظمة التشغيل للهواتف الذكية، أصبح بعد ذلك الأقوى والأشمل على الإطلاق للأنظمة للأغرض العام . |                                                                   |
| 2011                      | جت Git                          | وتكشف دراسة إستقصائية لمايكروسوفت بواسطة 1000 مطور برمجيات أن جت هو أشهر نظام تحكم بالمراجعة (revision control system) وأكثرها شعبية.                                                                        |                                                                   |
| 2011                      | بوتستراب تويتر                  | أدوات تطوير حرة مثل سي إس إس صفحات الطرز المتراصة وجافا سكريبت تم إصداها بواسطة تويتر | أصبح المستودع الأكثر شعبية على غيت هاب (من 2012 إلى الوقت الحاضر) |
| 2012                      | جوجل كروم مبني على أساس كروميوم | تجاوز متصفح إنترنت إكسبلورر ليصبح الأكثر إستخداما على نطاق واسع كمتصفح الويب، حسب تحليل أداة تحليل حركة المرور على الويب ستات كونتر                                                                          |                                                                   |
| 2013                      | فيرفكس                          | نظام تشغيل الهاتف المحمول، الصادرة بواسطة مؤسسة موزيلا |                                                                   |
| الربع الثاني من 2013 (Q2) | أندرويد                         | يجتاز آي أو إس ليصبح الأكثر شعبية كنظام تشغيل حاسوب لوحي(tablet)، |                                                                   |
| سبتمبر 2013               | ستيم أو إس                      | نظام التشغيل الجديد القائم على لينكس لشركة فالف على وحدة تحكمها المسماه ستيم بوكس التي تهدف إلى تعزيز لينكس للألعاب والعمل على انتشار تبني لينكس في قطاع ألعاب الفيديو                                       |                                                                   |